# 子路
仲由（前542年—前480年），字子路，或稱季路，鲁国卞人，是孔子的著名弟子，孔門十哲之一，亦為《二十四孝》中為親負米的主角。少孔子九歲，也是弟子中侍奉孔子最久者。子路後來追隨衛國大夫孔悝，在衛後莊公發動的兵變中，子路為了救孔悝而殉職，其遺體被衛後莊公施以醢刑（剁成肉醬）。
唐玄宗尊子路为“卫侯”，宋真宗加封为“河内公”，宋度宗又尊为“卫公”。明世宗改称“先贤仲子”。

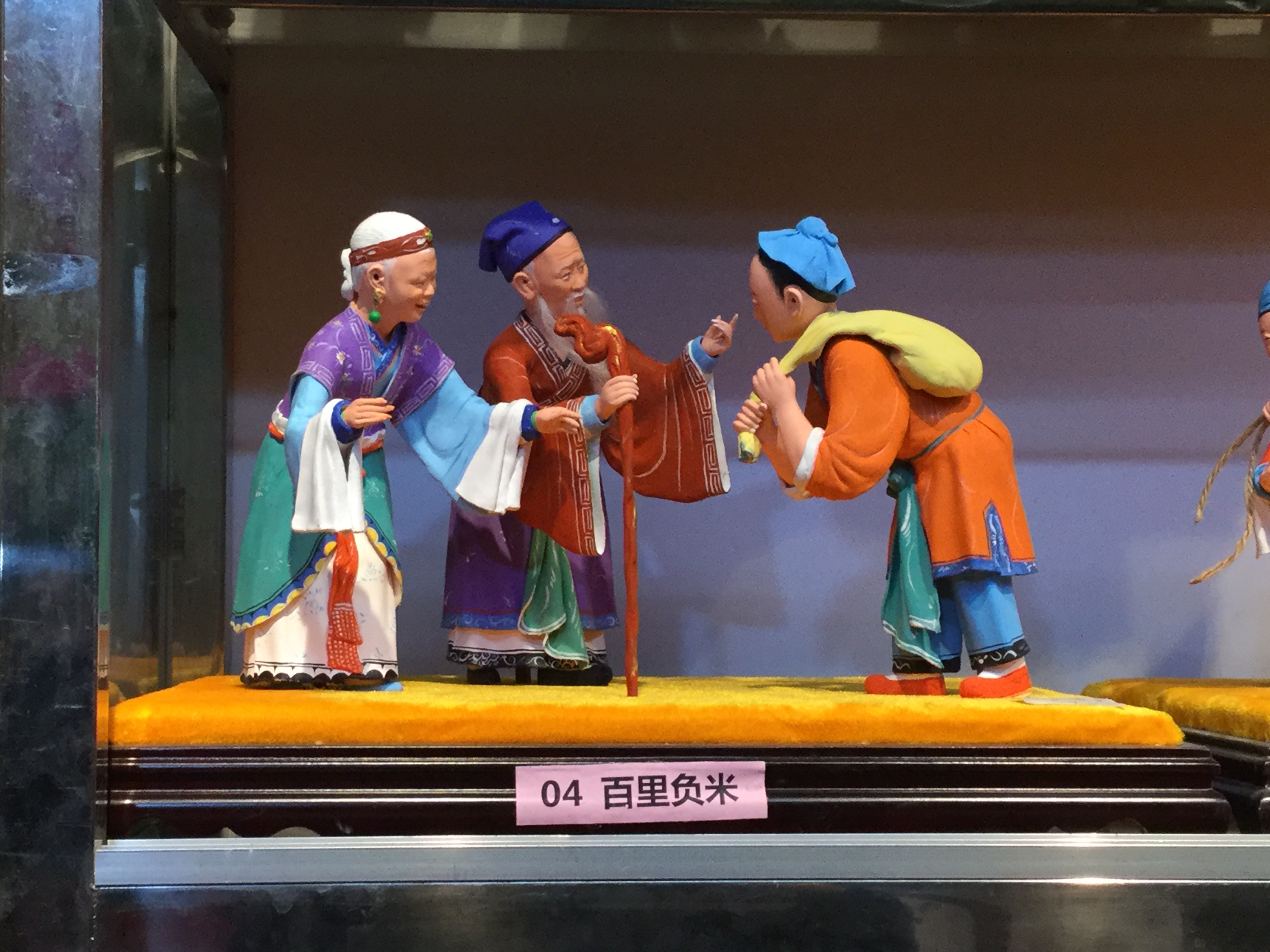
百里负米

子路見到孔子，子曰：「汝何好？」對曰：「好长剑。」孔子曰：「吾非此之問也，徒謂以子之所能，而加之以學問，豈可及乎？」子路曰：「學豈益哉也？」孔子曰：「夫人君而無諫臣則失正，士而無教友則失聽。御狂馬者不釋策，操弓不反檠，木受繩則直，人受諫則聖，受學重問，孰不順哉？毀仁惡仕，必近於刑，君子不可不學。」子路曰：「南山有竹，不柔自直，斬而用之，達於犀革，以此言之，何學之有？」孔子曰：「栝而羽之，鏃而礪之，其入之不亦深乎？」子路再拜曰：「敬而受教。」 
前498年随孔子周游列国。後任衞國蒲邑（今长垣县）之宰，也是當地大夫孔悝的家臣。

## 記載

### 子路受牛
《吕氏春秋·察微篇》記載，魯國之法，只要有人能贖出在其他諸侯國當奴隸的魯國人，可以向魯國政府領賞金。子貢贖出一個在外國當奴隸的魯人，但不領賞。孔子認為子貢的行為不對，子貢不領賞，大家從此不敢領賞，所以也不願意救助同胞，會讓魯國人喪失了拯救同胞的風氣。子路拯救了溺水者，此人送給子路一隻牛，子路收下。孔子曰：「從此魯國人一定會救助溺水者了。」
子貢花自己的錢救人後不領獎勵，但讓別人不願意救人；然而子路救人後領取獎勵，反而讓別人願意救人。孔子成功預言這兩個行為的影響，其道理是如果將道德的標準提高到只有少數人能遵守，則反而是懲罰想要符合道德的人，讓人不想遵守道德，若立下行善會獲得獎勵的慣例，則會有很多人行善。

### 子路用子羔
子羔也是孔子弟子，亦來到衛國當官。
有一次，子路委派子羔當費邑的邑宰，孔子責罵子路假手於人把工作外包是不稱職的行為。然而子路則認為有土地、有人民，可以一邊當官，從中做學，不一定要讀書才是學習。但孔子認為這是強詞奪理。

### 君子死，冠不免

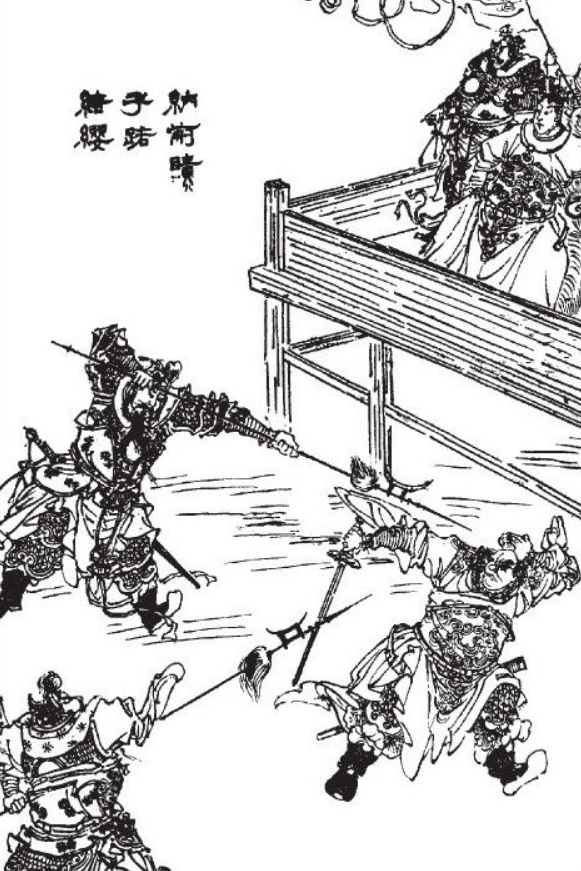
小说《东周列国志》插画：纳蒯瞆子路结缨

衛出公之父蒯聵打算自立為君。蒯聵本來是衛靈公的太子，因謀害嫡母南子事敗獲罪后，选择投奔晉國的趙簡子，但他一直想廢了自己的兒子衛出公，从而得到衛國的君位。
公元前480年，蒯聵想要兵變，但認為自己沒有實力，於是想得到外甥孔悝的幫助。於是蒯聵男扮女裝來找與孔悝之母伯姬（蒯聵之妹）、伯姬的情夫渾良夫聯手，要劫持孔悝。伯姬居然在孔悝如廁時劫持了孔悝，逼孔悝跟蒯聵盟誓，然後蒯聵又把孔悝劫到一個樓臺上去。
當時孔悝的家臣欒甯正在喝酒配著烤肉，肉都還沒烤熟，聽說發生兵變了，馬上派人去告訴子路，欒甯命他的駕駛兵「獲」駕車，自己趕緊拿著烤肉跟酒在車上喫喝，趕往宮內接應衛出公，並把衛出公送往魯國。
子路一聽到蒯聵兵變的消息，就要趕去救孔悝，但遇到逃出孔悝家的子羔。子羔說：“城門已關了。”子路說：“我還是去看看。”子羔說：“來不及了，你何必跟著人家一起死？”子路說：“拿了人家的俸祿，不能見死不救。”子羔就自己逃走了。
子路來到城門前，守將公孫敢關緊大門說：“不要再前進了！”子路罵說：“這是我認識的公孫敢嗎？你拿了人家的薪水，在人家有危時逃跑？我才不這樣。花用了人家給的薪水，就要解決人家的困難。”這時城中恰好有使者開門出來，子路趁機衝了進去。
到了孔悝被脅持的樓臺，子路對著蒯聵說：“太子您怎麼要來找孔悝呢？您就是殺了他，也一定有人代替他進攻您啊。”又罵說：「太子沒膽，如果我放火燒這個樓臺，燒到一半，大概就會退兵了。」蒯聵聽了，十分害怕，派了勇士石乞、盂黶跑下去阻擋子路放火。
子路與石乞、盂黶打了起來。子路難以招架兩人圍攻，繫帽子的帶子被敵方的戈刺斷了，子路說：「君子就是死了，也不能讓帽子掉了。」停止戰鬥，彎下身撿起帽子，並綁好帶子。子路就在綁帽帶時，被石乞、盂黶刺死，年六十三。子路死後，蒯聵氣得命令把其遺體施以醢刑，剁成肉醬。
孔子聽説衛國兵變，感慨地表示，子羔應該可以安全冋來，子路就必定會犧牲了。聽到子路殉職而死，遺體還受醢刑的訊息時，孔子就在院子裏大哭，極為傷心，誓言從此不吃肉醬（覆醢）。

## 坟墓
現今中華人民共和國河南省長垣市和濮陽縣分別有子路坟和仲由墓（亦可稱子路墳）。

## 評價
子路性格直爽、勇敢、信守承诺、忠于职守，孔子曾說：「理想無法實現了，我準備乘著竹筏到海上漂流。會跟我走的，只有子路吧？」同時也表示：「子路比我勇敢，但缺乏才能」。《論語》中提到他是孔門四科（德行、政事、言語、文學）中傑出的“政事”人才。最終子路因為盡忠而殉職，且死時仍很有君子之風，戴好帽子才戰死。
《论语》记载孔子曾預言，子路個性過於剛強，恐怕難以善終。但子路死後，孔子還是非常傷心 ，有覆醢之舉，即吃飯時見肉醬即請人倒掉而不忍食用。

## 参見
- 孔子
- 孔子弟子列表

## 外部連結
- 子路寫真畫像，中研院史語所典藏 （页面存档备份，存于）